# 马海德
马海德，原名沙菲克·乔治·海德姆（阿拉伯语：جورج شفيق حاتم；1910年9月26日—1988年10月3日），男，祖籍黎巴嫩迈坦区，生于美国水牛城，医生。1937年加入中国共产党，长期在陕甘宁边区从事医疗工作，中华人民共和国成立后加入中華人民共和国籍，是首个获得中华人民共和国国籍的外籍人士。

## 生平
1902年，马海德的父亲纳胡姆·萨拉马·海德姆（Nahoum Salaama Hatem）从黎巴嫩的迈坦区农村移民美国，在麻省劳伦斯的一家纺织厂工作。1909年回到黎巴嫩家乡迎娶了小2岁的塔玛姆·约瑟夫（Thamam Joseph）；婚后搬家至纽约州布法罗在一家钢铁厂工作。马海德的父母属于黎巴嫩的基督教马龙教派。1910年，马海德出生于纽约州布法罗。1923年全家搬至北卡州格林维尔，开了一家干洗店为生。1927年考入北卡罗来纳大学读医学预科，1929年考入贝鲁特美国大学医学专业，1931年毕业。入瑞士日内瓦大学医科，与中国学生交好，学习了汉语口语。1933年从瑞士日内瓦大学临床诊断学博士毕业。得到了一位朋友父亲的资助，与两位美国同学决定考察当时东方流行的性病，1933年8月3日在的里雅斯特，9月5日抵达上海，发现在上海讲英文完全能生活，挣钱也容易，就留在广慈医院和来斯特医院做性病治疗工作。因美国记者艾格尼丝·史沫特莱与路易·艾黎的关系，结识了宋庆龄。史沫特莱看到马海德写的关注公共卫生的小册子，把共产党负责统战工作的刘鼎介绍与之相识。1936年，马海德在宋庆龄的介绍下，同埃德加·斯诺前往陕甘宁边区采访中国共产党总部。为中共事迹感动，1936年8月斯诺采访结束决定回北平时，马海德决心留在陕北参加中共的革命。1937年2月10日加入中国共产党。任陕甘宁边区卫生部顾问。
中国抗日战争期间，马海德参与筹建八路军医院。1940年与延安鲁艺女学员周苏菲结婚。从1942年开始，马调白求恩国际和平医院工作，兼任中共高级领导人的保健医生。1943年，在延安与周苏菲得子周幼马。
中华人民共和国成立后，马提出加入中華人民共和国国籍，在周恩来的支持下，马成为第一个获得中華人民共和国国籍的外籍人士。此后，马海德将工作的重点放在性病和麻风病的预防和治疗方面。中国宣布消灭梅毒后，马海德立刻开始投入控制、治疗麻风病。1954年在北京成立“中央皮肤性病研究所”（后改称中国医学科学院皮肤病研究所），内设麻风病研究室，卫生部参事马海德博士任室主任。“从事连普通医生都不愿意做的、最脏最不好办的事情”。1962年马海德的美国父亲在英国《泰晤士报》上读到了一则关于马海德做了中国卫生部的顾问，而且与毛泽东、周恩来都是好朋友的报道，便马上到当时与中国建交的叙利亚联系中国大使馆，经周恩来总理亲自批准，马海德夫妻带孩子全家赴叙利亚，在中国驻叙利亚大使徐以新接待下，分离29年的父子相见，团聚了一个月。文革的一段時期，马海德因为美国背景受到怀疑，遭到冲击，其妻子周苏菲在北京电影制片厂作为“黑导演”被批斗。马海德没有像当时别的在京的外国友人那样积极参与文革，写大字报，而是与好友路易·艾黎·米勒躲在家里，聊天、讲过去，吃吃喝喝。1985年，在马海德的筹划下，第一届国际麻风病学术交流会在中国召开。1988年，因马海德为治疗麻风病作出了巨大贡献，获得“甘地国际麻风奖”。
马海德于1950年加入中国国籍。此后历任中央人民政府政务院卫生部顾问、中国麻风病防治协会会长、中国麻风病防治研究中心主任等职。他长期从事性病和麻风病的防治工作，为中国在20世纪60年代初基本消灭性病和1997年实现基本消灭麻风病的奋斗目标做出巨大努力。曾先后获得比利时达米恩杜顿麻风协会授予的1982年度奖章、黎巴嫩总统授予的“德科芒德尔”国家勋章和美国1986年艾伯特-腊斯克医学奖、印度1987年甘地国际麻风奖。同年获美国纽约州立大学布法罗分校授予的荣誉博士。
马海德1988年10月3日在北京病逝。依照他的遗嘱，骨灰洒进奉献了青春的延安延河。马海德的骨灰还有两份，一份在八宝山革命公墓，一份在布法罗圣十字墓地。

## 家人
- 妻子周苏菲：早年在上海与李云鹤一起演过电影。新中国建国后在北京电影制片厂担任导演工作。
- 儿子周幼马，1943出生于延安，与一些中共领导人的孩子一起在延安长大。北京市第二十二中学毕业，考入北京电影学院学摄影，文革初期担任《红卫兵报》摄影记者，因此拍下许多历史瞬间的著名照片。1970年毕业分配后到张家口农村下放。尼克松访华后，马海德的弟弟从美国来探亲，组织上派他到北京机场迎接叔叔。周幼马写信给周恩来总理，周恩来批复：可以到宋庆龄的《中国建设》杂志工作。随后兼任了宋庆龄的摄像师至其逝世。在马海德的葬礼上，邓颖超拉着周幼马的手说：你一定要成为像你父亲一样优秀的共产党员。任《今日中国》杂志社高级记者。1991年入党。退休后任马海德基金会会长，全国政协外事委员会委员。

## 影视作品
- 2015年电视剧《历史永远铭记》